# Callichilia
Callichilia  es un género de planta con seis especies perteneciente a  la familia Apocynaceae. 
Es originario de África del oeste tropical.

## Taxonomía
El género  fue descrito por Otto Stapf y publicado en Fl. Trop. Africa 4(1): 130. 1902.

## Especies
- Callichilia barteri Stapf
- Callichilia basileis Beentje
- Callichilia bequaertii De Wild.
- Callichilia inaequalis Stapf
- Callichilia monopodialis Stapf
- Callichilia subsessilis Stapf